# Manticulidae
Manticulidae zijn een uitgestorven familie van tweekleppigen uit de orde Pectinida.